# تریادیکا سبیفرا
تریادیکا سبیفرا (نام علمی: Triadica sebifera) نام یک گونه از تیره فرفیونیان است.